# Bulbophyllum multiligulatum
Bulbophyllum multiligulatum là một loài phong lan thuộc chi Bulbophyllum.